# Quinton Jackson
Quinton Ramone „Rampage” Jackson (ur. 20 czerwca 1978 w Memphis) – amerykański zawodnik mieszanych sztuk walki, wrestler i aktor. Finalista PRIDE Middleweight Grand Prix 2003 oraz mistrz UFC wagi półciężkiej z 2007.

## Kariera sportowa

### Początki
Sporty walki Jackson rozpoczął trenować w szkole średniej. Startował w zawodach zapaśniczych.

### Mieszane sztuki walki
Karierę w MMA rozpoczął w 1999 roku w wieku 21 lat. Walczył na lokalnych galach m.in. King of the Cage, Gladiator Challenge oraz Dangerzone notując bilans do 2001 roku 10 zwycięstw i tylko jednej porażki

#### PRIDE FC
Siła i umiejętności zapaśnicze umożliwiają mu stosowanie efektownych rzutów przeciwnikami, które stały się jego znakiem rozpoznawczym. Dzięki odniesionym wcześniej zwycięstwom w 2001 roku został zaproszony do PRIDE FC. W debiucie zmierzył się z gwiazdą japońskiego MMA Kazushim Sakurabą z którym przegrał przez duszenie. Kolejną szanse walki w PRIDE otrzymał jeszcze w tym samym roku 3 listopada. Na gali PRIDE 17 szybko znokautował zawodnika gospodarzy Yuki Ishikawa na początku 1. rundy.
W latach 2002–2003 rywalizował z czołowymi zawodnikami świata, m.in. z Ihorem Wowczanczynem i Kevinem Randlemanem z którymi wygrał. Po znakomitych występach, dostał możliwość wzięcia udziału w turnieju PRIDE Middleweight Grand Prix 2003, gdzie dotarł do finału ulegając w nim Brazylijczykowi Wanderleiowi Silvie. W drodze do finału pokonał byłego mistrza UFC Murilo Bustamante i przyszłego Chucka Liddella.
W kolejnych latach nokautował m.in. Ricardo Aronę efektownym wyniesieniem i rozbiciem (tzw. „slamem”) który przeszedł do historii mieszanych sztuk walki jako jeden z najbardziej widowiskowych nokautów wszech czasów oraz ponownie uległ Silvie, tym razem w pojedynku o pas mistrzowski PRIDE w wadze średniej. W 2006 postanowił zerwać kontrakt z japońską organizacją i związać się z szybko rozwijającą się World Fighting Alliance. Stoczył dla niej jeden pojedynek pokonując medalistę igrzysk olimpijskich w zapasach Matta Lindlanda po czym organizacja została kupiona przez Zuffa (właściciela UFC) wraz z kontraktami zawodników w tym Jacksona.

#### UFC
W lutym 2007 roku przeniósł się do UFC. Już w drugiej walce w tej organizacji, w maju 2007 roku, zmierzył się z mistrzem wagi półciężkiej Chuckiem Liddellem. Znokautował go, odbierając mu tytuł. Trzy miesiące później stanął do walki z Danem Hendersonem, posiadaczem pasa mistrzowskiego wagi średniej PRIDE. Jackson, po pięciu zaciętych rundach, zwyciężył przez jednogłośną decyzję sędziów tym samym broniąc tytuł i jednocześnie stając się pierwszym posiadaczem zunifikowanego pasa mistrzowskiego PRIDE i UFC.
5 lipca 2008 roku na gali UFC 86 Jackson uległ Forrestowi Griffinowi przez decyzję sędziowską i stracił na jego rzecz mistrzostwo UFC w wadze półciężkiej.
25 lutego 2010 roku ogłosił, że po wygaśnięciu kontraktu zakończy karierę w UFC. Oświadczył, że popadł w konflikt z władzami organizacji i chce odejść od czynnego uprawiania sportu. Zamierza całkowicie oddać się swojej pasji – aktorstwu. Powrócił jednak do octagonu w maju, gdy na gali UFC 114 stoczył przegrany pojedynek z Rashadem Evansem. Po zwycięstwach nad Lyoto Machidą i Mattem Hamillem oraz w obliczu kontuzji Evansa, został wyznaczony do walki o mistrzostwo UFC. We wrześniu, na gali UFC 135, przegrał przez duszenie zza pleców w 4. rundzie z broniącym tytułu Jonem Jonsem. Po porażce z Jonesem przegrywał dwukrotnie, z Ryanem Baderem oraz Gloverem Teixeirą tym samym wypełniając swój kontrakt który nie został przedłużony.

#### Bellator MMA
4 czerwca 2013 podpisał kontrakt z głównym rywalem UFC, Bellator MMA. W debiucie w nowej organizacji znokautował Joeya Beltrana. 17 maja 2014 roku wygrał turniej wagi półciężkiej pokonując w finale Muhammeda Lawala i otrzymując prawo do walki o pas mistrzowski.

#### Powrót do UFC
20 grudnia 2014 podczas gali UFC Fight Night – Machida vs Dollaway ogłoszono powrót Jacksona do UFC. Prezydent Bellatora Scott Coker poinformował w mediach iż Jackson nadal jest pod kontraktem z Bellatorem i jeśli nie dostosuje się do warunków umowy, zostanie pozwany do sądu. Na 18 dni przed planowaną walką w UFC, Jackson oficjalnie został zdjęty z rozpiski z powodu przegranej sprawy sądowej z Bellatorem, lecz 21 kwietnia (cztery dni przed galą) Sąd Najwyższy stanu New Jersey po apelacji uchylił zakaz Jacksonowi który pozwolił mu się legalnie związać nową umową z UFC. Ostatecznie 25 kwietnia 2015 stoczył wygrany pojedynek z Brazylijczykiem Fábio Maldonado Po kolejnych zawirowaniach kontraktowych, w lutym 2016, ponownie wrócił do Bellatora, tocząc 24 czerwca zwycięski pojedynek z Japończykiem Satoshim Ishii na gali Bellator Dynamite 2.

### Total Nonstop Action (wrestling)
Między walkami w Bellatorze, okazyjnie występował na galach pro-wrestlingu federacji Total Nonstop Action (TNA) razem z innymi zawodnikami Bellatora – Lawalem i Tito Ortizem.

## Osiągnięcia i wyróżnienia
- 2003: PRIDE Middleweight Grand Prix – finalista turnieju wagi średniej (do 93 kg)
- 2004: Wrestling Observer Newsletter – walka roku przeciwko Wanderleiowi Silvie[8]
- 2007: Sherdog.com – zawodnik roku[9]
- 2007–2008: mistrz UFC w wadze półciężkiej
- 2008: Wrestling Observer Newsletter – walka roku przeciwko Forrestowi Griffinowi[8]
- 2014: zwycięzca turnieju Bellator MMA w wadze półciężkiej (-93 kg)

## Lista walk
| Wynik     | Przeciwnik            | Rozstrzygnięcie                      | Runda | Czas  | Rozgrywki                            | Data            | Miejsce           | Uwagi                                                                                           |
| --------- | --------------------- | ------------------------------------ | ----- | ----- | ------------------------------------ | --------------- | ----------------- | ----------------------------------------------------------------------------------------------- |
| Przegrana | Fiodor Jemieljanienko | KO (prawy cross)                     | 1     | 2:44  | Bellator 237: Fedor vs. Rampage      | 29.12.2019      | Saitama           | Main Event                                                                                      |
| Przegrana | Muhammed Lawal        | Decyzja (jednogłośna)                | 3     | 5:00  | Bellator 175 – Rampage vs. King Mo 2 | 31.03.2017      | Rosemont          |                                                                                                 |
| Wygrana   | Satoshi Ishii         | Decyzja (niejednogłośna)             | 3     | 5:00  | Bellator 157: Dynamite 2             | 24.06.2016      | St. Louis         |                                                                                                 |
| Wygrana   | Fábio Maldonado       | Decyzja (jednogłośna)                | 3     | 5:00  | UFC 186                              | 25.04.2015      | Montreal          |                                                                                                 |
| Wygrana   | Muhammed Lawal        | Decyzja (jednogłośna)                | 3     | 5:00  | Bellator 120                         | 17.05.2014      | Southaven         | finał turnieju Bellator w wadze półciężkiej                                                     |
| Wygrana   | Christian M’Pumbu     | KO (ciosy pięściami)                 | 1     | 4:34  | Bellator 110                         | 28.02.2014      | Uncasville        | półfinał turnieju Bellator w wadze półciężkiej                                                  |
| Wygrana   | Joey Beltran          | KO (ciosy pięściami)                 | 1     | 4:59  | Bellator 108                         | 15.11.2013      | Atlantic City     |                                                                                                 |
| Przegrana | Glover Teixeira       | Decyzja (jednogłośna)                | 3     | 5:00  | UFC on Fox: Johnson vs. Dodson       | 26.01.2013      | Chicago           |                                                                                                 |
| Przegrana | Ryan Bader            | Decyzja (jednogłośna)                | 3     | 5:00  | UFC 144                              | 25.02.2012      | Saitama           |                                                                                                 |
| Przegrana | Jon Jones             | Poddanie (duszenie zza pleców)       | 4     | 1:14  | UFC 135                              | 25.09.2011      | Denver            | walka o mistrzostwo UFC w wadze półciężkiej                                                     |
| Wygrana   | Matt Hamill           | Decyzja (jednogłośna)                | 3     | 5:00  | UFC 130                              | 28.05.2011      | Las Vegas         |                                                                                                 |
| Wygrana   | Lyoto Machida         | Decyzja (niejednogłośna)             | 3     | 5:00  | UFC 123                              | 20.11.2010      | Auburn Hills      |                                                                                                 |
| Przegrana | Rashad Evans          | Decyzja (jednogłośna)                | 3     | 5:00  | UFC 114                              | 29.05.2010      | Las Vegas         |                                                                                                 |
| Wygrana   | Keith Jardine         | Decyzja (jednogłośna)                | 3     | 5:00  | UFC 96                               | 07.03.2009      | Columbus          |                                                                                                 |
| Wygrana   | Wanderlei Silva       | KO (cios pięścią)                    | 1     | 3:21  | UFC 92                               | 27.12.2008      | Las Vegas         |                                                                                                 |
| Przegrana | Forrest Griffin       | Decyzja (jednogłośna)                | 5     | 5:00  | UFC 86                               | 05.07.2008      | Las Vegas         | stracił mistrzostwo UFC w wadze półciężkiej                                                     |
| Wygrana   | Dan Henderson         | Decyzja (jednogłośna)                | 5     | 5:00  | UFC 75: Champion vs. Champion        | 08.09.2007      | Londyn            | obronił mistrzostwo UFC w wadze półciężkiej oraz zunifikował mistrzostwo PRIDE w wadze średniej |
| Wygrana   | Chuck Liddell         | TKO (ciosy pięściami)                | 1     | 1:53  | UFC 71                               | 26.05.2007      | Las Vegas         | zdobył mistrzostwo UFC w wadze półciężkiej                                                      |
| Wygrana   | Marvin Eastman        | KO (ciosy pięściami)                 | 2     | 3:49  | UFC 67                               | 03.02.2007      | Las Vegas         |                                                                                                 |
| Wygrana   | Matt Lindland         | Decyzja (niejednogłośna)             | 3     | 5:00  | WFA: King of the Streets             | 22.07.2006      | Los Angeles       |                                                                                                 |
| Wygrana   | Yoon Dong-sik         | Decyzja (jednogłośna)                | 3     | 5:00  | PRIDE 31                             | 26.02.2006      | Saitama           |                                                                                                 |
| Wygrana   | Hirotaka Yokoi        | TKO (kopnięcia)                      | 1     | 4:05  | PRIDE 30                             | 23.10.2005      | Saitama           |                                                                                                 |
| Przegrana | Maurício Rua          | TKO (kopnięcia)                      | 1     | 4:47  | PRIDE Total Elimination 2005         | 23.04.2005      | Osaka             | I runda PRIDE 2005 Middleweight GP                                                              |
| Wygrana   | Murilo Rua            | Decyzja (niejednogłośna)             | 3     | 5:00  | PRIDE 29                             | 20.02.2005      | Saitama           |                                                                                                 |
| Przegrana | Wanderlei Silva       | KO (ciosy kolanami)                  | 2     | 3:26  | PRIDE 28                             | 31.10.2004      | Saitama           | walka o mistrzostwo PRIDE FC w wadze średniej                                                   |
| Wygrana   | Ricardo Arona         | KO (suples)                          | 1     | 7:32  | PRIDE Shockwave 2003                 | 20.06.2004      | Saitama           |                                                                                                 |
| Wygrana   | Ikuhisa Minowa        | TKO (ciosy pięściami)                | 2     | 1:05  | PRIDE Shockwave 2003                 | 31.12.2003      | Saitama           |                                                                                                 |
| Przegrana | Wanderlei Silva       | TKO (ciosy kolanami)                 | 1     | 6:28  | PRIDE Final Conflict 2003            | 09.11.2003      | Tokio             | finał PRIDE 2003 Middleweight GP                                                                |
| Wygrana   | Chuck Liddell         | TKO (poddanie przez narożnik)        | 2     | 3:10  | PRIDE Final Conflict 2003            | 09.11.2003      | Tokio             | półfinał PRIDE 2003 Middleweight GP                                                             |
| Wygrana   | Murilo Bustamante     | Decyzja (niejednogłośna)             | 3     | 5:00  | PRIDE Total Elimination 2003         | 10.08.2003      | Saitama           | ćwierćfinał PRIDE 2003 Middleweight GP                                                          |
| Wygrana   | Michaił Iluchin       | Poddanie (cios kolanem w korpus)     | 1     | 6:26  | PRIDE 26                             | 08.06.2003      | Jokohama          |                                                                                                 |
| Wygrana   | Kevin Randleman       | TKO (ciosy pięściami)                | 1     | 6:58  | PRIDE 25                             | 16.03.2003      | Jokohama          |                                                                                                 |
| Wygrana   | Ihor Wowczanczyn      | Poddanie werbalne (złamane żebro)    | 1     | 7:17  | PRIDE 22                             | 29.09.2002      | Nagoja            |                                                                                                 |
| Wygrana   | Sean Gray             | TKO (ciosy pięściami)                | 3     | 0:37  | King of the Cage 13: Revolution      | 17.05.2002      | Reno              |                                                                                                 |
| Wygrana   | Masa’aki Satake       | TKO (suples)                         | 1     | 7:07  | PRIDE 20                             | 28.04.2002      | Jokohama          |                                                                                                 |
| Przegrana | Daijiro Matsui        | Dyskwalifikacja (cios w krocze)      | 1     | 0:14  | PRIDE 18                             | 23.12.2001      | Fukuoka           |                                                                                                 |
| Wygrana   | Yuki Ishikawa         | KO (ciosy pięściami)                 | 1     | 1:52  | PRIDE 17                             | 03.11.2001      | Tokio             |                                                                                                 |
| Wygrana   | Alexander Otsuka      | TKO (walka zatrzymana przez lekarza) | 2     | 05:00 | BattlArts vs. the World              | 14.10.2001      | Tokio             |                                                                                                 |
| Przegrana | Kazushi Sakuraba      | Poddanie (duszenie zza pleców)       | 1     | 5:41  | PRIDE 15                             | 29.07.2001      | Saitama           |                                                                                                 |
| Wygrana   | Kenneth Williams      | Poddanie (duszenie zza pleców)       | 1     | 4:40  | Gladiator Challenge 4                | 17.06.2001      | Colusa            |                                                                                                 |
| Wygrana   | Bryson Howvreck       | Poddanie (ciosy pięściami)           | 1     | 1:48  | KOTC 8: Bombs Away                   | 29.04.2001      | Colusa            |                                                                                                 |
| Wygrana   | Rocko Henderson       | Poddanie (kimura)                    | 2     | 1:15  | Gladiator Challenge 3                | 07.04.2001      | Kalifornia        |                                                                                                 |
| Wygrana   | Dave Taylor           | TKO                                  | 1     | 5:00  | Gladiator Challenge 2                | 18.02.2001      | Colusa            |                                                                                                 |
| Wygrana   | Charles West          | Decyzja                              | 3     | 5:00  | Gladiator Challenge 1                | 09.12.2000      | Kalifornia        |                                                                                                 |
| Wygrana   | Rob Smith             | Decyzja (jednogłośna)                | 3     | 5:00  | KOTC 6: Road Warriors                | 29.11.2000      | Mount Pleasant    |                                                                                                 |
| Wygrana   | Warren Owsley         | Poddanie (dźwignia na staw łokciowy) | 1     | 6:04  | Dangerzone – Night of the Beast      | 28.10.2000      | Lynchburg         |                                                                                                 |
| Wygrana   | Ron Rumpf             | TKO (ciosy pięściami)                | 1     | 1:18  | Continental Freefighting Alliance 2  | 19.07.2000      | Stany Zjednoczone |                                                                                                 |
| Przegrana | Marvin Eastman        | Decyzja (jednogłośna)                | 2     | 5:00  | KOTC 4: Gladiators                   | 24 czerwca 2000 | San Jacinto       |                                                                                                 |
| Wygrana   | Marco Bermudaz        | Poddanie (duszenie zza pleców)       | 2     | 7:17  | HB Underground Pancrase              | 13.05.2000      | Huntington Beach  |                                                                                                 |
| Wygrana   | Mike Pyle             | Decyzja (jednogłośna)                | 3     | 5:00  | ISCF: Memphis                        | 13.11.1999      | Memphis           |                                                                                                 |

## Kariera telewizyjna
W 2009 r. Jackson zdecydował się zostać trenerem jednej z drużyn w reality-show „The Ultimate Fighter 7”. Drugim trenerem został Forrest Griffin.

## Kariera aktorska[1]
| Rok  | Tytuł filmu                  | Tytuł polski          | Rola            |
| ---- | ---------------------------- | --------------------- | --------------- |
| 2005 | Confessions of a Pit Fighter |                       |                 |
| 2008 | Bad Guys                     |                       | Leroy Johnson   |
| 2008 | The Midnight Meat Train      | Nocny pociąg z mięsem |                 |
| 2009 | Never Surrender              |                       |                 |
| 2009 | Hell’s Chain                 |                       | Jackson         |
| 2009 | Death Warrior                |                       | Wolf            |
| 2010 | The A-Team                   | Drużyna A             | B. A. Baracus   |
| 2011 | Duel of Legends              |                       | Rampage Jackson |